# باشگاه فوتبال آیرونی طبریه
باشگاه فوتبال ایرونی طبریه یک باشگاه فوتبال در شهر طبریه اسرائیل است. این باشگاه در لیگ برتر فوتبال اسرائیل بازی می‌کند. این باشگاه در سال ۲۰۰۶ تأسیس شده‌است.